# Harald Schaub
Harald Schaub (vollständiger Name: Harald Hermann Richard Schaub; * 7. Mai 1917 in Wittenberge, Mark Brandenburg; † 25. September 1991 in Steinhude; auch Harald Schaub-Kabege) war ein deutscher Maler.

## Leben

### Stuttgart und Königsberg
Nach Abschluss der Oberrealschule begann Harald Schaub 1934 ein Studium an der Akademie und Kunstgewerbeschule Stuttgart-Weissenhof. Unter anderem belegte er hier die Fächer Grafik und Schriftdesign bei Friedrich Hermann Ernst Schneidler (1882–1956). Anfang 1936 wechselte Schaub an die Kunstakademie Königsberg (Ostpreußen) und studierte dort Malerei bei Alfred Partikel (1888–1945) und Eduard Bischoff (1890–1974). Bischoff lehrte Schaub in der Klasse für figürliches Zeichnen und Malen die Bedeutung des Zeichnens für die Malerei sowie Kompositionsprinzipien und Technik des Wandbildes, eine Malweise, die prägend für sein gesamtes künstlerisches Schaffen werden sollte. Partikel, einer der bedeutendsten Landschaftsmaler Ostpreußens, der auch zum Kreis der Künstlerkolonie Nidden um Max Pechstein gehörte, vertrat das Prinzip „Farbe als reiner Ausdrucksträger“.
Als „entarteter Nachwuchs“ diffamiert, musste Schaub 1938 die Akademie verlassen, die Akademie der Bildenden Künste München verweigerte seine Aufnahme aus demselben Grund. 1939 in die Wehrmacht eingezogen, erlitt er als Frontsoldat unter anderem eine schwere Kopfverletzung, die ihn sein ganzes Leben belastete. In den Genesungsphasen durfte er an die Kunstakademie Königsberg zurückkehren, wo er als Meisterschüler von Professor Bischoff erfolgreich ein Atelier unterhielt. Er nahm an Ausstellungen in Königsberg teil, zum Beispiel im Kunstsalon Teichert sowie in der Kunstakademie. Seine Arbeiten stießen auf das Interesse der Feuilletons, so schrieb unter anderem der Kunstkritiker und Chefredakteur der Königsberger Allgemeinen Zeitung, Ulrich Baltzer, mehrfach über seine Werke. Bilder Schaubs befanden sich unter anderem in der Kunstsammlung des Königsberger Rechtsanwalts Dr. Paul Ronge, der ein Freund Carl Friedrich Goerdelers war. Aber die offizielle Kritik an seiner Malweise riss nicht ab. 1943 wurde sein Bild Stimme der Heimat, Teil des Triptychons Grenadiere, sofort nach der Eröffnung der Ausstellung wegen des Vorwurfs des Defätismus verhängt und verboten.
Die in Königsberg entstandenen Arbeiten sind vermutlich im Bombenangriff auf die Stadt 1944 zerstört worden.

### Munsterlager
Der Zweite Weltkrieg endete für Harald Schaub 1945 in britischer Kriegsgefangenschaft in Munsterin der Lüneburger Heide. Die Lagerführung gestattete ihm die Einrichtung einer Malschule. Er gab sich für einige Jahre den Namenszusatz Kabege Dieser stand für KBG – das Kürzel für Königsberg. Ende 1945 erschien erstmals ein Bericht über die Bilder Schaubs im Hannoverschen Nachrichtenblatt der Alliierten Militärregierung. Verfasser war der Feuilletonchef des Blattes, der Hannoveraner Journalist und Schriftsteller Friedrich Rasche (1900–1965). Mit dem Kunstkritiker verband Schaub eine lebenslange Freundschaft.

### Hannover
Aus der Kriegsgefangenschaft entlassen, ließ sich Schaub 1946 als freischaffender Maler in Hannover nieder. Der Bildhauer und Vorsitzende des Bundes bildender Künstler Nordwestdeutschlands, Ludwig Vierthaler (1875–1967) unterstützte ihn dabei. Schaub wurde ebenfalls Mitglied in dieser Künstlervereinigung. Bereits 1946 nahm er an Ausstellungen in Hannover und Göttingen teil.
1948 eröffnete Harald Schaub eine von der britischen Militärregierung konzessionierte Malschule, die erste und für lange Zeit einzige private Malschule Hannovers. Zu seinen Schülern gehörten unter anderem der lettisch-australische Maler Uldis Abolins (1923–2010) und der deutsche Wandmaler Helmut Felix Heinrichs (1930–2009). Heinrichs, der von 1982 bis 1986 am Bauernkriegspanorama von Werner Tübke in Bad Frankenhausen mitgearbeitet hat, besuchte die Malschule Harald Schaubs in den 1950er Jahren – ebenso sowie der Bildhauer Jochen Borsdorf (* 1926), der spätere Siegener Architekturprofessor Hanns M. Sauter (1934–2011) und der Hannoveraner Grafiker Fred Jacobson (1922–2013).
1949 erschien in der Zeitschrift Die Kunst und das schöne Heim ein Artikel über Schaub, geschrieben von dem Kunsthistoriker und späteren Landeskonservator von Niedersachsen, Oskar Karpa. Über diesen Beitrag wurde der Solinger Wirtschaftsprüfer und Schriftsteller Heinz Risse (1898–1989) auf die Arbeiten Schaubs aufmerksam. Risse förderte Schaub in den kommenden Jahren intensiv, indem er bundesweit Kontakte zu potentiellen Käufern und Ausstellungsmachern herstellte. Über Risse kam Schaub in Kontakt zu dem Schriftsteller und Journalisten Johannes Urzidil (1896–1970). Zu den Förderern Schaubs gehörte der damalige Regierungspräsident von Hildesheim, Wilhelm Backhaus (1911–2001). Er organisierte 1951 eine Woche zur „Stunde der Kunst“ in Hildesheim, in deren Rahmen Schaub die Einzelausstellung „Mauerbild und Aquarell“ präsentierte. Schaub porträtierte Backhaus mehrfach, so wie zahlreiche andere Personen seines Freundes- und Bekanntenkreises, darunter der Hannoveraner Stadtrat und Kulturdezernent Heinz Lauenroth (1910–1991), der Direktor des Wilhelm-Busch-Museums, Dr. Friedrich Bohne (1908–1984), der Filmregisseur Rudolf Jugert (1907–1979) – und auch Prominente wie die Schauspieler Hans Richter (1919–2008) oder Margot Hielscher (1919–2017). Schaub arbeitete oft mit dem Hannoveraner Porträt- und Theaterfotografen Kurt Julius (1909–1986) zusammen. 1959 bestritten sie gemeinsam die Ausstellung Kamera und Kreide in Hannover. Julius fotografierte die Werke Schaubs für dessen Ausstellungskataloge.
Schaub war regelmäßig auf den Ausstellungen des Bundes bildender Künstler in Hannover sowie des Kunstvereins Hannover vertreten. Außerdem öffnete er sein Studio in der Bödekerstraße für Atelierausstellungen und präsentierte seine Werke auf Einzel- und Gemeinschaftsausstellungen, z. B. in Hildesheim, Göttingen, Hamburg, Wuppertal, Stuttgart und Düsseldorf. 1954 hatte er eine Einzelausstellung seiner Arbeiten in Paris, in einer Galerie in der Rue Saint Benôit im Quartier Saint-Germain-des-Prés. Im gleichen Jahr illustrierte der Verlag Moritz Diesterweg im sechsten Teil seines Schulbuchs Schauen und Schaffen. Ein Lesebuch für das zehnte Schuljahr das Gedicht Die neue Maschine des deutschen Dichters Erich Grisar mit dem Werk Hammerschmiede von Harald Schaub, das er 1951/52 gemalt und auf der Kunstausstellung Eisen und Stahl im Ehrenhof des Düsseldorfer Kunstmuseums 1952 gezeigt hatte.
Mitte der 1960er Jahre lernte er die Malerin Friedel Jenny Konitzer (1915–2013) kennen. Beide waren bis zu seinem Tod 1991 ein Paar.

### Steinhude
Von 1964 an lebte Harald Schaub in Steinhude am Steinhuder Meer, wo er sich ein Wohn- und Atelierhaus errichtet hatte. Schwere gesundheitliche Probleme körperlicher und psychischer Art führten zunehmend zu Ausfällen Schaubs – auch bezogen auf sein künstlerisches Schaffen. Aufgrund eines Anfallsleidens, hervorgerufen durch die im Krieg erlittenen Kopfverletzungen, kam er 1973 in das Landeskrankenhaus Wunstorf. Dort verletzten ihn Mitpatienten und Pfleger in einer Auseinandersetzung so schwer, dass er fortan kaum noch malen konnte. Schaub wandte sich nun verstärkt dem Schreiben zu. In lyrischen Texten voll ironischem Wortwitz beschrieb er Persönliches und Politisches, oftmals auch bezogen auf die Kunstpolitik seiner Zeit.

## Werk
Das rund 2.500 Arbeiten umfassende Lebenswerk Schaubs aus Gemälden (Tempera, Öl), Aquarellen und Zeichnungen entstand im Wesentlichen zwischen 1945 und 1973 im Spannungsfeld von gegenstandsbezogener und abstrakter Malerei. Seine Hauptmotive waren Porträts, Landschaften (Kurische Nehrung im Frühwerk, dann Steinhuder Meer, Hochschwarzwald, Nordsee, Südfrankreich) sowie Akte. Charakteristisch für seinen künstlerischen Stil ist der Zug ins Monumentale. Schaubs Leidenschaft galt der Wandmalerei. Die Sujets seiner großformatigen Wandbilder sind oftmals zeitkritisch.
Ungeachtet der allgemeinen Tendenz der zeitgenössischen Malerei zur reinen Abstraktion und bewusst unpolitischen Kunst (Informel, Abstrakter Expressionismus), blieb Schaub in seinen Werken bis in die 1960er Jahre hinein der von ihm entwickelten figurativ-expressiv-abstrakten Malweise und seinen zum Teil zeitkritischen Bildthemen verpflichtet.
In seinen Arbeiten der 1940er und 1950er Jahre zeigen sich Einflüsse des Expressionismus, der Neuen Sachlichkeit, des Kubismus und der Abstraktion. Diese Impulse griff Schaub auf, entwickelte sie weiter und schuf durch diese Synthese seinen eigenen Stil. Die frühen erhaltenen Arbeiten Schaubs (Abgrund 1945, Zeitgeige 1946/1949) sind noch detailbezogen, später abstrahiert der Maler zunehmend. Ab Mitte der 1960er Jahre überwiegt in seinen Arbeiten das Grafisch-Abstrakte. Seine Werke sind sorgfältig durchkomponiert und, teilweise über Jahre, durch Studien vorbereitet. Sie zeigen den für ihn charakteristischen Drang zu großen Flächen, temperamentvoller Farbgebung und dynamischer Linie. Eine kühl-sachliche Darstellung in einigen seiner Bilder findet ihren Gegenpart in leuchtenden, kräftigen Farben, die er nach seiner Theorie der reinen Farbe aneinandersetzt.
Neben einem umfangreichen, heute in Privatbesitz und Museen befindlichen Œuvre von circa 2500 Arbeiten sind viele künstlerische Texte von ihm erhalten.

## Werke (Auswahl)
(Maße: Höhe × Breite; die Bilder befinden sich, wenn nicht anders vermerkt, in Privatbesitz)
- Stimme der Heimat, 1943, Tempera, 250 × 280 cm (verschollen)
- Abgrund, 1945–1946, Öl auf Holz, 230 × 150/164 cm
- Die Zeitgeige, 1946–1949, Öl auf Hartfaserplatte, 245 × 201 cm
- Das Dach der Welt, 1950, Tempera auf Hartfaserplatte, 245 × 201 cm
- Exitus in Tabula, 1950, Tempera auf Hartfaserplatte, 165 × 200 cm
- Stufen, 1951, Tempera auf Hartfaserplatte, 290 × 200 cm
- Hammerschmiede, 1951/52, Tempera auf Hartfaserplatte, 200 × 297
- Marionetten, 1952, Tempera auf Hartfaserplatte, 237 × 192 cm
- Stausee, 1952, Tempera auf Hartfaserplatte, 167 × 202 cm
- Orchester solo, 1953–1954, Tempera auf Hartfaserplatte, 102 × 122 cm
- Der Zauberlehrling, 1955–1957, Tempera auf Hartfaserplatte, 169 × 206 cm
- Biarritz, 1956, Tempera auf Hartfaserplatte, 105 × 160 cm
- Evolution, 1967–1968, Acryl auf Hartfaserplatte, 170 × 295 cm

## Ausstellungen (Auswahl)
- 1941 Kunstakademie Königsberg: Die Schüler Eduard Bischoffs
- 1942 Kunstsalon Teichert, Königsberg: Harald Schaub – Zeichnungen[12]
- 1943 Sonderausstellung der Kunstakademie Königsberg: Harald Schaub: Grenadiere
- 1945 Munsterlager, Lageratelier: Geschautes hinter dem Stacheldraht – Skizzen und Studien der ‚Schule Schaub‘
- 1946 Hannover, Orangerie in Herrenhausen: Gekonnte Kunst (zwei Ausstellungen des Bundes bildender Künstler Nordwestdeutschlands. Die erste fand im Juni/Juli 1946 statt, die zweite im August)
- 1946 Göttingen, Galerie Dehnen: Farbige Schau. Hannoversche Maler und Bildhauer der Gegenwart (Oktober); Die Zeit. Zweite zeitkritische Kunstausstellung (November)
- 1947 Hamburg, Agentur des Rauhen Hauses: Harald Schaub-Kabege zeigt figürliche Kompositionen, Landschaften, Bildnisse
- 1947/1948 Kunstverein Hannover, Kestner-Museum Junge Hannoversche Künstler (Gerhard Wendland, Heinz Fischer-Roloff (1923–2004), Harald Schaub-Kabege)[13]
- 1949 Atelierausstellung, Hannover Bödeckerstraße 63: Gesamtschau der Werke seit 1945 (mit Katalog, Text: Walter Müller)
- 1951 Hildesheim, Festsaal der Regierung: Mauerbild und Aquarell, mit Katalog (Text: Regierungspräsident Backhaus)
- 1952 Wuppertal-Elberfeld, Galerie „Brücke“: Harald Schaub (mit Katalog. Text: Heinz Risse)
- 1952 Düsseldorf, Kunstmuseum, Ehrenhof: Kunstausstellung Eisen und Stahl
- 1954 Paris, Galerie 22, Rue Saint-Benoit: Harald Schaub
- 1956 Hannover, Foto-Atelier Kurt Julius: das antlitz. eine viertägige ausstellung mit bildern von Harald Schaub
- 1958 Hannover, Künstlerhaus: Harald Schaub. Bilder aus 18 Jahren
- 1959 Hannover, Haus Kurt-Schumacher-Straße 38/40, Ecke Goseriede: Kamera und Kreide, zusammen mit dem Fotografen Kurt Julius
- 1968 Hamburg, Galerie Latin: Harald Schaub
- 1970 Salzgitter Kunstverein, Atrium des Rathauses: Harald Schaub. Bilder aus drei Jahrzehnten
- 1971 Steinhude, Mittelpunktschule: Der Maler Harald Schaub
- 1984 Wunstorf, Kunstverein: Der Maler Harald Schaub. Bilder aus vier Jahrzehnten (mit Katalog)
- 2000 Neustadt am Rübenberge, Kunstsammlung ALTREWA, Rosenkrug: Harald Schaub
- 2004 Neustadt am Rübenberge, Kunstsammlung ALTREWA, Rosenkrug: Vom Klassiker des 20. zum Klassiker des 21. Jahrhunderts
- 2010 Neustadt am Rübenberge, Kunstsammlung ALTREWA, Rosenkrug: Die 4 Weggefährten. Jochen Borsdorf, Fred Jacobson, Friedel J. Konitzer, Harald Schaub. Grafik, Malung, Zeichnung, Skulptur